# Кудрявцев Микола Іванович
Микола Іванович Кудрявцев (8 лютого 1903, село Махонь Костромської губернії, тепер Російська Федерація — розстріляний 26 лютого 1939, Москва) — радянський партійний діяч, секретар ЦК ВЛКСМ, 2-й секретар Одеського обласного комітету КП(б)У.

## Біографія
Народився в родині робітника-кочегар. У 1912 році закінчив двокласне початкове училище в місті Новомиколаївську Томської губернії. У березні 1913 — червні 1916 р. — учень ливарника і токаря по металу Новомиколаївського механічного чавуноливарного заводу. У червні 1916 — грудні 1917 р. — токар по металу Новомиколаївського чавуноливарного заводу товариства «Енергія». У грудні 1917 — лютому 1918 р. — токар по металу Новомиколаївського механічного чавуноливарного заводу «Труд» Томської губернії.
У лютому — травні 1918 р. — рядовий червоноармієць у місті Новомиколаївську. Переслідувався російською владою адмірала Колчака. У травні — вересні 1918 р. — ув'язнений Новомиколаївської міської в'язниці. У жовтні 1918 — травні 1919 р. — червоний партизан, на підпільній комуністичній роботі в Кам'янському і Славгородському повітах Томської губернії та в Маньчжурії. У червні — листопаді 1919 р. — токар по металу Семипалатинського залізничного депо, на підпільній роботі в Рубцовському повіті Алтайської губернії.
У листопаді 1919 — червні 1920 р. — токар по металу, керівник фабрично-заводського комітету, секретар партійного осередку РКП(б) Новомиколаївського механічного чавуноливарного заводу «Труд» Томської губернії. У 1920 році вступив до комсомолу.
Член РКП(б) з травня 1920 року.
У червні 1920 — жовтні 1921 р. — студент робітничого факультету при Томському університеті, закінчив два курси.
У жовтні 1921 — березні 1924 р. — відповідальний секретар Каменського повітового комітету комсомолу (РКСМ) Новомиколаївської губернії. У березні 1924 — травні 1925 р. — відповідальний секретар Новомиколаївського губернського комітету комсомолу (РЛКСМ). У травні 1925 — березні 1927 р. — секретар Сибірського крайового комітету комсомолу (ВЛКСМ) у місті Новосибірську.
З березня 1927 р. — завідувач організаційно-розподільного відділу ЦК ВЛКСМ у місті Москві. 21 червня 1927 — 28 жовтня 1928 р. — секретар ЦК ВЛКСМ.
У серпні 1928 — квітні 1930 р. — слухач Курсів марксизму-ленінізму при ЦК ВКП(б) у Москві.
У квітні — вересні 1930 р. — відповідальний секретар Канського окружного комітету ВКП(б) Сибірського краю. У вересні — грудні 1930 р. — член Організаційного бюро ЦК ВКП(б) по Східно-Сибірському краю у місті Іркутську.
У грудні 1930 — 1931 р. — завідувач організаційного відділу Західно-Сибірського крайового комітету ВКП(б) у місті Новосибірську. У 1931 — січні 1932 р. — 1-й секретар Прокоп'євського міського комітету ВКП(б) Західно-Сибірського краю.
У січні 1932 — березні 1934 р. — секретар Західно-Сибірського крайового комітету ВКП(б). У березні — листопаді 1934 р. — начальник Політичного сектору Західно-Сибірського крайового земельного управління у місті Новосибірську.
У січні — вересні 1935 р. — 2-й секретар Одеського обласного комітету КП(б)У.
У вересні 1935 — квітні 1936 р. — відповідальний інструктор, у квітні 1936 — березні 1937 р. — заступник завідувача відділу керівних партійних органів ЦК ВКП(б) у Москві. У березні — червні 1937 р. — заступник завідувача транспортного відділу ЦК ВКП(б).
У червні — серпні 1937 р. — начальник Політичного управління і заступник народного комісара зернових і тваринницьких радгоспів СРСР з політичної частини.
Заарештований 9 серпня 1937 року. Розстріляний 26 лютого 1939 року, похований на Донському цвинтарі в місті Москві.